# Провиденция на монетах Древнего Рима

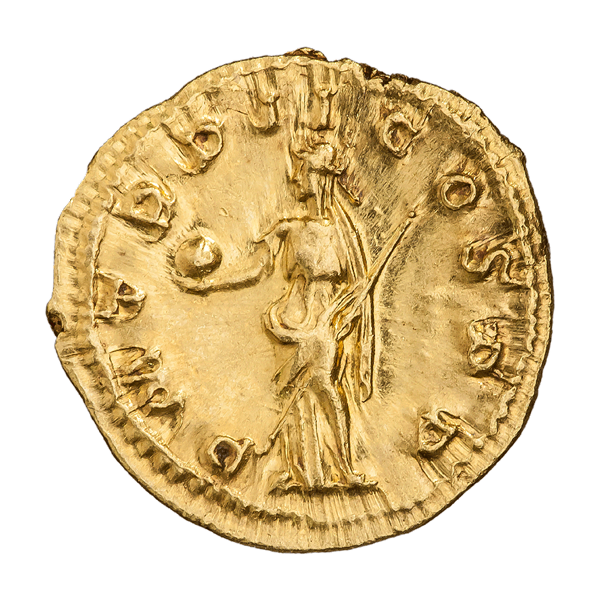
Провиденция на ауреусе Гордиана III со своими главными атрибутами — шаром и скипетром

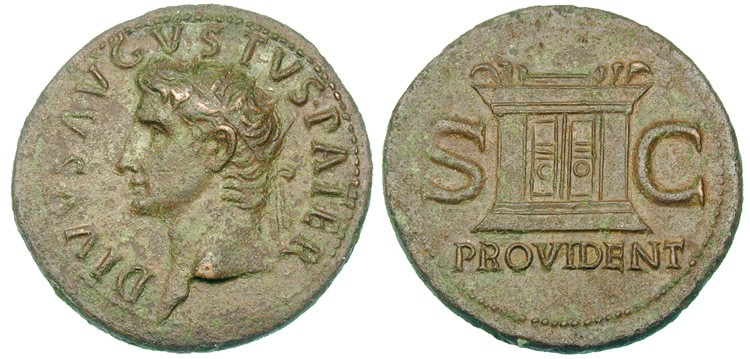
Алтарь Провиденции на коммеморативном ассе Тиберия в честь его «божественного отца» Октавиана Августа

Провиденция на монетах Древнего Рима присутствует на нескольких сотнях типов денежных знаков Римской империи.
Культ богини предвидения и предусмотрительности Провиденции сформировался в императорскую эпоху и стал неотъемлемой составляющей императорского культа. Покровительство этой богини правящему монарху давало возможность оправдать любые его действия. В предшествующий период республики изображения Провиденции не встречаются, ни на монетах, ни в скульптурах.
Впервые монеты с изображением алтаря Провиденции, расположенного в Лугдуне, появляются на монетах Тиберия. На их аверсе помещён «DIVVS AVGVSTVS PATER» — «божественный отец [Тиберия] Август». Этот же алтарь фигурирует на монетах Гальбы, Вителлия, а также императоров из династии Флавиев.
На монетах Тита появляется легенда «PROVIDENT[ia] AVGVST[i]», что в сочетании с изображением передачи шара, символизирующего власть, от его отца Веспасиана сыну символизирует мудрую предусмотрительность прежнего императора в выборе наследника. Сходная идея отображена на монетах Нервы с легендой («PROVIDENTIA SENATVS»).
Сама персонификация предвидения Провиденция впервые появилась на монетах Траяна и время от времени её помещали на монеты, вплоть до начала правления, принявшего христианство, Константина Великого (306—337). Её атрибутами стали скипетр и шар, как символ вечности, который она держит в руке или попирает ногами, что должно обозначать власть над временем. Также среди её атрибутов могут встречаться рог изобилия, копьё и патера. Наличие у Провиденции в руках колосьев или модия должно обозначать предусмотрительность императора в вопросах обеспечения Рима зерном, крайне актуальной проблемы древних римлян.
Легенда «PROVIDENTIA AVG[usti]» в сочетании с изображением ворот довольно часто встречается на монетах III века. В данном случае они подчёркивают предусмотрительность императора в обеспечении обороноспособности больших городов, одной из главных забот правителей империи в это время.